# Южно-Антильский хребет
Ю́жно-Анти́льский хребе́т — подводный хребет, расположенный в южной части Атлантического океана.
Хребет протягивается на 3500 км от Огненной Земли через Южные Сандвичевы острова к Антарктиде. Глубина над хребтом достигает 3000 м, отдельные его участки образуют острова Южная Георгия, Южные Сандвичевы, Южные Шетландские и Южные Оркнейские острова.